# Dionisio Lazzari
Dionisio Lazzari (Napels, 1617-1689) was een Italiaans beeldhouwer en architect uit de beginjaren van de Napolitaanse Barok. Hij is de zoon van Jacopo Lazzari en Caterina Papini. Anders dan zijn tijdgenoot Cosimo Fanzago worden zijn werken gekenmerkt door gestructuraliseerde en begrensde vlakken, waarbinnen wel veelvuldig variatie en natuurlijke motieven voorkomen.
Tot de dood van zijn vader in 1640 werkt Dionisio in diens werkplaats. Het is in veel gevallen lastig het werk van hem en zijn vader te onderscheiden. Er zijn voorbeelden bekend waarbij Dionisio zijn vaders ontwerpen uitvoert. In 1637 schrijft hij zich in de Corporazione dei Marmorai e Scalpellini, een register voor beeldhouwers. In zijn werk wordt hij sterk beïnvloed door de Toscaanse afkomst van zijn vader. Die invloeden uiten zich in het gebruik van vele soorten marmer, maar ook in zijn vormentaal: in het werk van de jonge Dionisio zijn veel naturalistische en abstracte vormen terug te vinden. In de beginjaren kan zijn werk gekarakteriseerd worden door marmer van mindere kwaliteit en door herhaling van geometrische patronen in het ingelegde marmer.

## Werken
De Cappella Firrao in de San Paolo Maggiore in Napels is een van de eerste werken die volledig aan Dionisio Lazzari wordt toegeschreven. Wie in de Cappella Firrao verantwoordelijk is geweest voor het ontwerp, is onbekend.
Zeker is wel dat zowel Jacopo als Dionisio Lazzari er aan gewerkt hebben, evenals Tacca en Valentini, twee beeldhouwers die een samenwerkingsverband met Jacopo hadden en eveneens uit Toscane afkomstig waren. Zij moeten verantwoordelijk worden gehouden voor de totale bekleding met marmer.
De vloer is eveneens ingelegd met marmer, waarbij Lazzari zich heeft laten leiden door de primaire vormen van de cirkel en het vierkant. Centraal staat een schild afgebeeld, met daarop de tekst “Ex[p]rimit arae”, ofwel “Stel het altaar voor”. In drie treden wordt de bezoeker van de vloer naar de altaartafel geleid, welke is ingelegd met een geometrisch patroon doorspekt met edelstenen. Deze edelstenen worden ook weer gebruikt in de sokkels van de zuilen rondom het altaar. Daaronder is het wapen van de familie in zwart marmer omlijst door een witte kroon met antropomorfe trekjes. De kapel heeft een klassieke uitstraling, door de strengheid waarmee de vlakinvullingen beperkt blijven tot de vlakken zelf; er worden nergens opgelegde grenzen overschreden. Dit komt eerder nog overeen met het werk van Jacopo Lazzari, dan met het (latere) werk van Dioniso, aangezien Jacopo vooral de eerste jaren van de zeventiende eeuw de erfenis van het laatmaniërisme nog met zich mee torst.
- Gemeinsame Normdatei: 119111020
- International Standard Name Identifier: 0000 0000 8247 2482
- Union List of Artist Names: 500015227
- Virtual International Authority File: 62351119
- WorldCat: E39PBJrgDyR9wMdKk9rVqGwwG3